# Reinier Alcántara
Reinier Alcántara Nuñez (Pinar del Río, 14 de janeiro de 1982) é um ex-futebolista cubano que atuava como atacante.

## Carreira
Iniciou sua carreira aos 15 anos de idade, no FC Pinar del Río, clube de sua cidade natal. Em 11 temporadas, foram 90 jogos e 50 gols, vencendo o Campeonato Cubano em 1999–00 e em 2006, além de ter sido eleito o MVP da competição neste ano e em 2007[carece de fontes?].
Desertou para os Estados Unidos em 2008, visando assinar um contrato profissional (em Cuba, os jogadores de futebol não tem permissão para assinar vínculos profissionais) e após realizar testes em clubes da Major League Soccer, ingressou no Miami FC (futuro Fort Lauderdale Strikers) em 2009, juntamente de seu compatriota Pedro Faife. Alcántara disputou apenas 12 jogos pela equipe da Flórida, encerrando a carreira depois de não conseguir outro time para seguir atuando.

## Seleção Cubana
Pela Seleção Cubana, disputou 18 partidas e fez 10 gols entre 2005 e 2008, integrando o elenco que participou da Copa Ouro da CONCACAF de 2007. A deserção para os Estados Unidos, planejada antes de abandonar a delegação cubana, causou o encerramento de sua carreira internacional.

## Títulos
- Campeonato Cubano: (1999–2000, 2006)